# 维托里奥·瓦伦蒂尼斯
维托里奥·瓦伦蒂尼斯（義大利語：Vittorio Valentinis，20世纪—），意大利男子赛艇运动员。他曾代表意大利参加1982年世界赛艇锦标赛，获得男子轻量级八人单桨有舵手金牌。